# رابطة النساء السوريات لحماية الأمومة والطفولة
رابطة النساء السوريات لحماية الأمومة والطفولة هي منظمة نسائية جماهيرية، تأسست في سوريا عام 1948 ورخص لها بالعمل رسمياً بموجب قرار وزارة الشؤون الاجتماعية والعمل برقم/5424/ تاريخ 11/5/1957/.
وهي عضو مؤسس في الاتحاد النسائي الديمقراطي العالمي، ومنظمة رديفة للحزب الشيوعي السوري، لكنها مستقلة تنظيمياً.
من أهداف الرابطة حماية الطفولة ومساواة الرجل بالمرأة وحماية المرأة العاملة.

## وصلات خارجية
- صفحة الرابطة